# Оскар Кармело Санчес
Оскар Кармело Санчес (ісп. Óscar Carmelo Sánchez, 16 липня 1971, Кочабамба — 23 листопада 2007, Ла-Пас) — болівійський футболіст, що грав на позиції захисника. По завершенні ігрової кар'єри — тренер.
Виступав, зокрема, за клуби «Зе Стронгест», «Індепендьєнте» та «Болівар», а також національну збірну Болівії.

## Клубна кар'єра
Народився 16 липня 1971 року в місті Кочабамба. Вихованець футбольної школи клубу «Аурора».
У дорослому футболі дебютував 1991 року виступами за команду «Зе Стронгест», у якій провів п'ять сезонів, взявши участь у 163 матчах чемпіонату. Більшість часу, проведеного у складі «Зе Стронгест», був основним гравцем захисту команди.
Протягом 1996—1998 років захищав кольори клубу «Хімнасія і Есгріма» (Жужуй).
Своєю грою за останню команду привернув увагу представників тренерського штабу клубу «Індепендьєнте», до складу якого приєднався 1998 року. Відіграв за команду з Авельянеди наступний сезон своєї ігрової кар'єри.
Протягом 2000—2001 років знову захищав кольори клубу «Зе Стронгест».
У 2001 році уклав контракт з клубом «Болівар», у складі якого провів наступні п'ять років своєї кар'єри гравця. Граючи у складі «Болівара» також здебільшого виходив на поле в основному складі команди.
За станом здоров'я був змушений завершити ігрову кар'єру у 2007 році.

## Виступи за збірну
У 1994 році дебютував в офіційних матчах у складі національної збірної Болівії.
У складі збірної був учасником чемпіонату світу 1994 року у США, розіграшу Кубка Америки 1997 року у Болівії, де разом з командою здобув «срібло», розіграшу Кубка конфедерацій 1999 року у Мексиці, розіграшу Кубка Америки 1999 року у Парагваї.
Загалом протягом кар'єри в національній команді, яка тривала 14 років, провів у її формі 78 матчів, забивши 6 голів.

## Хвороба і смерть
2007 року лікарі знайшли у гравця злоякісну пухлину, через яку були змушені видалити нирку. Після операції не зміг продовжити кар'єру гравця, натомість отримав запрошення очолити тренерський штаб команди «Зе Стронгест». Утім стан здоров'я Санчеса погіршувався, і в жовтні того ж року він був змушений залишити й тренерську роботу, а 23 листопада 2007 року 36-річний гравець і тренер помер.

## Титули і досягнення
- Срібний призер Кубка Америки: 1997